# 1990年NBA明星賽
1990年度NBA明星賽於2月11日在佛羅里達州邁阿密邁阿密Arena舉行。本年的NBA明星賽屬於第40屆的NBA明星賽。第一節結束，東區隊就攻下40分，並一直保持領先到終場。魔術強森被評為最有價值球員。
東區陣容由塞爾提克隊三大球星：賴瑞·柏德、凱文·麥克海爾與罗伯特·帕里什，公牛隊雙人組麥可·喬登與史考提·皮朋，活塞隊三大球星：以賽亞·湯瑪斯、喬·杜馬斯與丹尼斯·羅德曼，加上查爾斯·巴克利、雷吉·米勒、多明尼克·威金斯及中鋒派屈克·尤英所組的明星陣容。
西區陣容由湖人隊的三大球星：魔術強森、詹姆斯·沃西及A·C·格林與其他隊的球星如：克萊德·崔斯勒、哈基姆·歐拉朱萬、约翰·斯托克顿、大衛·羅賓森、罗兰多·布莱克曼、拉法葉·利夫及湯姆·錢伯斯所組的明星陣容。
教練：東區：查克·戴利；西區：帕特·萊利。
這是最後一場由CBS轉播的NBA明星賽，之後轉由NBC負責。

## 單節得分
| 單節得分： | 1  | 2  | 3  | 4  | 終場 |
| 西區       | 23 | 29 | 31 | 30 | 113  |
| 東區       | 40 | 25 | 35 | 30 | 130  |

- 半場： 東區，65-52
- 第三節結束： 東區，100-83
- 裁判：Earl Strom、 Bill Oakes與Paul Mihalak
- 觀眾人數：14,810人

## 註解
1. ↑  因卡爾·馬龍受傷而由布莱克曼遞補。

## 資料來源
1. ↑  . basketball-reference.com.   [2014-05-28]. （原始内容存档于2012-09-12） （英语）.